# Parafia Świętych Apostołów Piotra i Pawła w Bodzanowie
Parafia Świętych Apostołów Piotra i Pawła w Bodzanowie – rzymskokatolicka parafia znajdująca się w archidiecezji krakowskiej, w dekanacie Wieliczka Wschód, w Polsce.